# Alodia

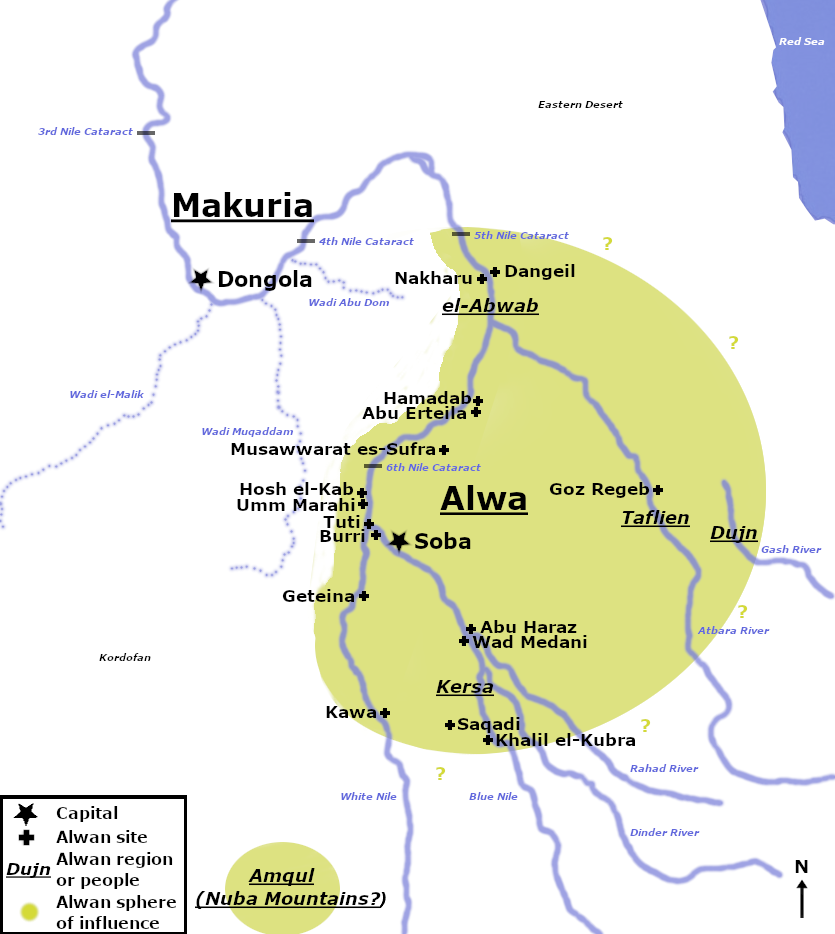
Alodia.

Kungariket Alodia var en historisk monarki som låg i nuvarande södra Sudan mellan 500-talet och 1500-talets början.
Sedan kungariket Kush splittrades på 300-talet efterträddes det av de tre kungarikena Nobatia i norr, Makuria i centrala Nubien och Alodia i söder. 
Alodia nämns först i historiska källor år 569. Dess huvudstad var Soba. Riket kristnades 580, som det sista av de tre nubiska kungadömena. 
Det upplevde en blomstringstid under 800- och 1000-talet, då det var större än sin granne Makuria, dess huvudstad beskrivs som en praktfull plats med kyrkor dekorerade med guld och det upprätthöll handelsförbindelser så långt bort som med Kina. 
Riket upplevde en nedgångsperiod från 1200-talet, möjligen på grund av ändrade handelsleder, torka och invasioner. Under 1300-talet härjades riket möjligen av digerdöden, och därefter började araber invandra söderut. Omkring år 1500 föll huvudstaden och plundrades av antingen araber eller Funj-stammen, och därefter räknas riket som upplöst. Därefter etablerade Funj-stammen det islamiska sultanatet Sennar (1504–1821), som existerade fram till att Sudan blev en del av Egypten.